# Динамо (аэродром)

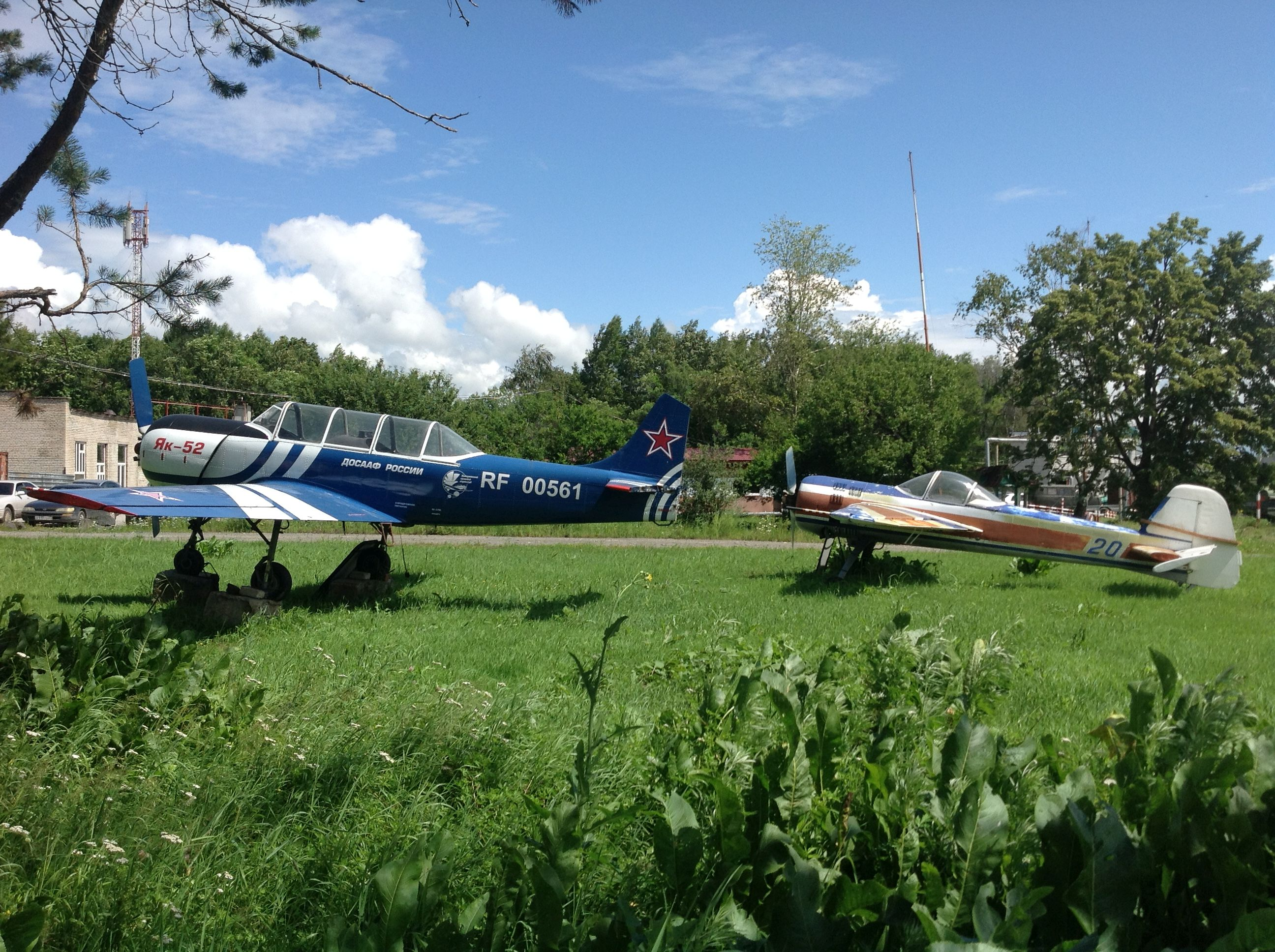
Самолёты Хабаровского аэроклуба.

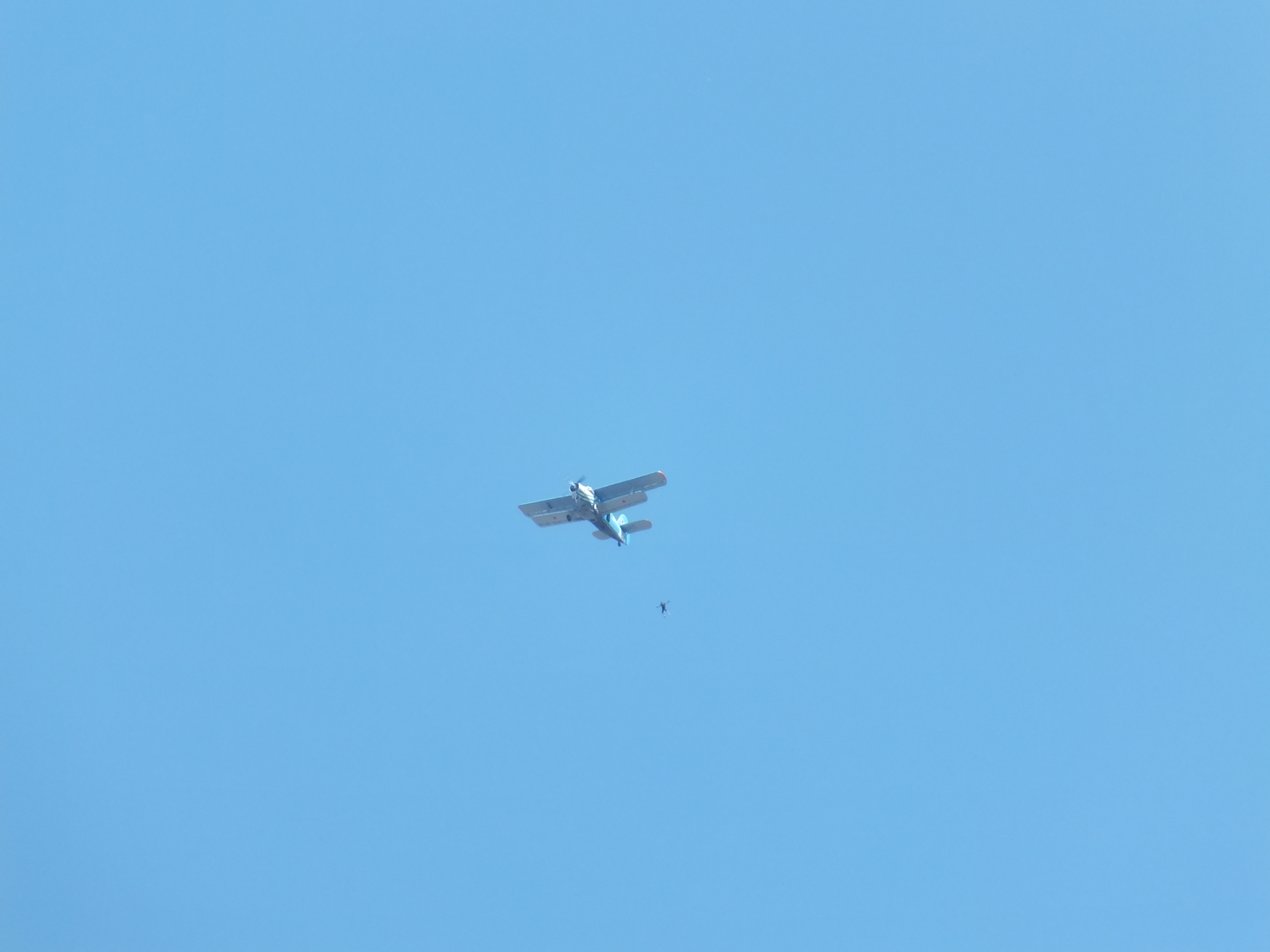
Хабаровск, с самолёта Ан-2 десантируются парашютисты.

Аэродро́м Дина́мо — Khabarovsk (Dinamo) — грунтовый аэродром ДОСААФ России, расположен в городе Хабаровске, в Железнодорожном районе, в микрорайоне ст. Хабаровск-II. Работал с 1953 по 2024 год.
В январе 2024 года земельный участок — аэродром «Динамо» ДОСААФ России — предоставлен в аренду Корпорации развития Дальнего Востока под реализацию проекта «Дальневосточный квартал» под застройку домами. Договор аренды на земельный участок с ДОСААФ расторгнут в одностороннем порядке, обременение с земельного участка снято.

## История
С 1953 года — аэродром 5-й (2-го форм.) отдельной авиаэскадрильи погранвойск Дальневосточного пограничного округа (ДВПО).
С 1959 по 2024 год — с аэродрома «Динамо» выполняла полеты спортивная авиация ДОСААФ СССР/России Хабаровского краевого аэроклуба (авиаспортклуба) им. Летчиков-Героев спасания челюскинцев.

## Основные данные
Местонахождение — 12 км юго-восточнее центра Хабаровска, в черте города.
Лётное поле имеет площадь — 120 га, покрытие — грунт/нетвердое.
Магнитное склонение (расчётное): −11,7°
Магнитный путевой угол (пеленг) ВПП: 056°/236°
Истинный путевой угол (пеленг) ВПП: 045°/225°
Координаты первого торца ВПП: 48°26′04″ с. ш. 135°08′17″ в. д.
Координаты противоположного (второго) торца ВПП: 48°26′22″ с. ш. 135°08′44″ в. д.
Наличие освещения на ВПП: нет.

## Воздушные суда
Был предназначен для базирования и выполнения полётов воздушными судами авиации общего назначения (АОН), сверхлёгкой авиации, спортивной авиации, а также выполнения парашютных прыжков.
Был способен принимать самолёты Ан-2, Як-52, Як-55, а также все типы вертолётов, аэростаты (воздушные шары).